# زبنیتس
شهر زبنیتس (به آلمانی: Sebnitz) در ایالت زاکسن در کشور آلمان واقع شده‌است.